# 飯籃紀念塔

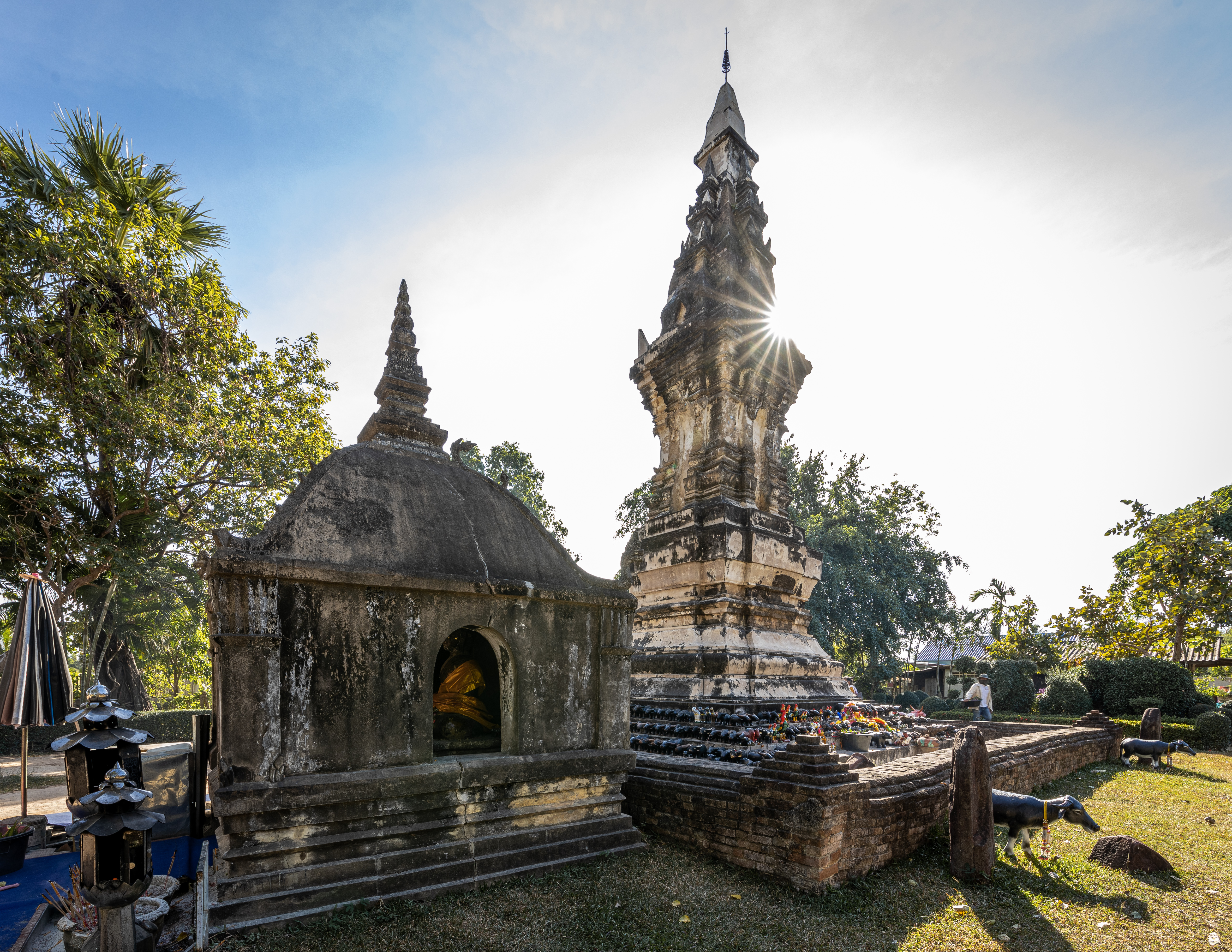

飯籃紀念塔位於泰國的東北部之安納乍能府的「庵納乍倫直轄縣」之「拓通區 Tat Thong」的古塔。

## 起源
傳說一名年青男性農民在幹農活時，久等母親送午飯來，至來到時已快餓昏了，因此怒罵母親送飯來遲，而且嫌棄飯不夠吃，憤而一鋤將母親行弒，等到吃飽時發現飯仍有剩，才後悔弒母，故建此古塔求懺悔，提醒世人：『百善孝為先』。

## 建築
- 其形有如泰國的東北部之土著盛飯的竹管，因此被稱「功考蓮 Kong Khao Noi」，泰語的意思即小飯管之意。
- 建於大城時代，古塔的面積範圍約為一個5公尺的正方形，髦上白色的正方形的磚塔，有一個獨特的頂端。中間部分設計有四扇門穿通四方。以紅磚牆圍繞古塔。
- 古塔的背後設有一個正方形的佛庵，供奉一尊佛像。

## 交通
- 曼谷集體運輸系統的架空電車或曼谷地鐵的慕七車站，鄰近慕七噠叻。
- 從曼谷的慕七噠叻(Talat Mo Chit)之「北線、東北線長途客車總站」搭乘約10小時車程，才能到達益梭通直轄縣。
- 從益梭通府至烏汶府的公路，約兩公里處。